# Uno, Dos:Bandera
Uno, Dos:Bandera – trzeci, wydany w 2003 roku album grupy Control Machete.

## Lista utworów
1. Bandera
2. Bien, Bien
3. Como Ves - ft Ana Tijoux
4. Paciencia
5. Toda la Casa
6. Nostalgia
7. En el Camino ft Caballeros del Plan G i Sekreto
8. El Apostador - ft Natalia Lafourcade
9. Ahora - ft Randy Ebright
10. Nociones (En Alta)
11. Verbos
12. El Genio del Dub